# Beano (Codroipo)
Beano (Bean in friulano) è una frazione del comune di Codroipo, in provincia di Udine, Friuli-Venezia Giulia.

## Origini: il nome e l'insediamento
Il nome del paese si suppone derivi da bellianum, poiché si pensa che in epoca romana vi fosse una villa i cui proprietari facevano parte dalla famiglia de belli. 
In epoca alto medievale fu sede di un convento femminile, motivo per cui il paese in passato era conosciuto anche come Bean des Muinies.
L'abitato, secondo un documento del 1370, era circondato da una cortina, che successivamente servì a difendere il paese dalle incursioni turche del 1477 e 1499. I resti di questa cortina, che consisteva in un muro con ai piedi un fossato, pare fossero presenti fino all'inizio dell'Ottocento.
Nell'abitato si trova una piccola chiesetta a ridosso del cimitero, risalente al Cinquecento e una casa in cui si dice che Napoleone alloggiò per una notte nei giorni prossimi al trattato di Campoformio (1797).
A sud del paese, in prossimità della strada pontebbana, è presente un fortino militare, costruito fra il 1909 e il 1910, che rientra nell'opera di fortificazione del basso Tagliamento, detta anche Difesa della Delizia, voluta dal generale Pollio per fortificare il Friuli nella previsione che l'Italia si fosse trovata in lotta da sola contro l'Austria. All'interno il forte fu armato di sei cannoni da 149 montati su cupole Schneider, che però furono smontate a seguito della smobilitazione del 1915. Successivamente il 30 ottobre 1917 durante l'avanzata delle truppe austro-ungariche, venne trovato dagli occupanti in stato di abbandono. Il forte di Beano, mai coinvolto in azioni di guerra (più significative le vicende anteguerra che lo videro coinvolto in azioni di spionaggio), si è conservato in buono stato ed è stato utilizzato fino a pochi anni fa come polveriera dell'esercito italiano.

## L'incidente ferroviario del 1903
Il paese ebbe fama in tutta Italia il 27 agosto del 1903 a causa di un grave scontro fra un treno merci e una tradotta militare.. Nel disastro morirono 13 persone in massima parte militari e ne rimasero ferite 66. Sul luogo intervenne anche l'allora re d'Italia Vittorio Emanuele III. Un monumento al ricordo del disastro è presente nelle sue campagne in prossimità della ferrovia.